# Dean Brown (Musiker)

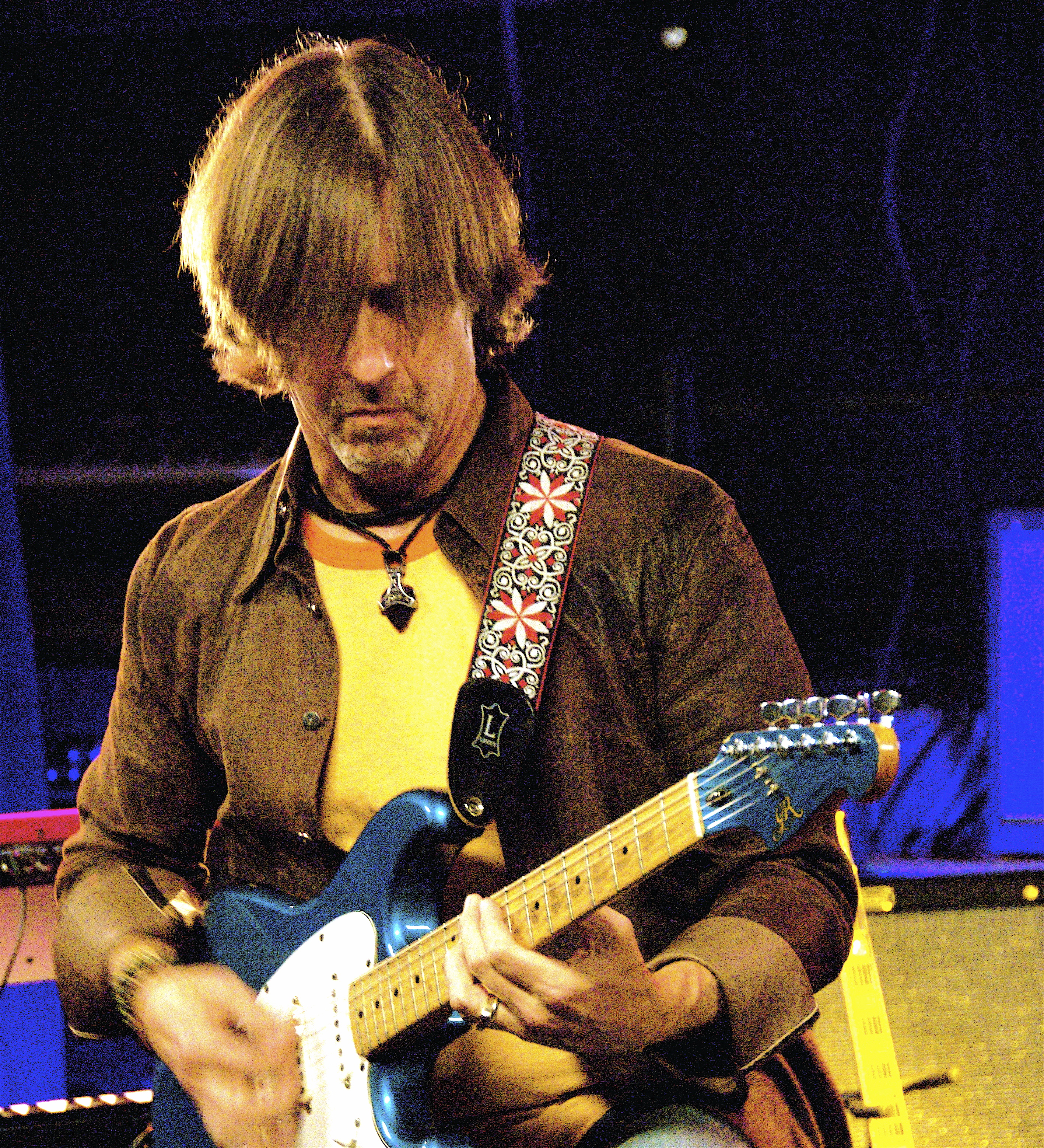
Dean Brown (2007)

Dean Brown (* 19. August 1955 in Châteauroux; † 26. Januar 2024 in Los Angeles) war ein Jazzfusion-Gitarrist und -Komponist.

## Leben
Brown wurde in Frankreich als Sohn eines aus der Bronx stammenden Berufssoldaten und einer Jazz-Sängerin aus South Carolina geboren. In Südkorea, wohin seine Eltern anschließend gezogen waren, wurde er mit 14 Jahren zum Popstar. Brown studierte am Berklee College of Music Jazzkomposition. Er arbeitete zunächst vorrangig als Studiomusiker. Mehr als 25 Jahre lang war er ein gesuchter Gitarrenspieler für Aufnahmen und Touren. Zu erwähnen ist die Zusammenarbeit mit David Sanborn, Marcus Miller, Joe Zawinul, Randy und Michael Brecker, Bill Evans und vor allem Billy Cobham. Ab der Jahrtausendwende veröffentlichte er fünf Soloalben. Auch mit Roberta Flack, Gil Evans, Eddie Harris, Gato Barbieri, Bob James, Victor Bailey, Lenny White, Steps Ahead oder Color Me Badd hat er Musik eingespielt.
Des Weiteren unterrichtete Brown am Musicians Institute in Kalifornien und veröffentlichte mehrere Lehr-DVDs. Er verstarb an den Folgen eines erst im Herbst 2023 diagnostizierten Krebsleidens.

## Diskographische Hinweise
- Here  (2000)
- Groove Warrior (2004)
- DB III (2009)
- Unfinished Business (2012)
- RoLaJaFuFu (2016)